# Trachymyrmex
Trachymyrmex – rodzaj mrówek należący do podrodziny Myrmicinae, opisany przez A. Forela w 1893 r. Obejmuje 42 gatunki.

## Gatunki
- Trachymyrmex agudensis  Kempf, 1967
- Trachymyrmex arizonensis  Wheeler, 1907
- Trachymyrmex bugnioni  Forel, 1912
- Trachymyrmex carib  Weber, 1945
- Trachymyrmex cornetzi  Forel, 1912
- Trachymyrmex desertorum  Wheeler, 1911
- Trachymyrmex dichrous  Kempf, 1967
- Trachymyrmex diversus  Mann, 1916
- Trachymyrmex echinus  Weber, 1938
- Trachymyrmex farinosus  Emery, 1894
- Trachymyrmex fiebrigi  Santschi, 1916
- Trachymyrmex gaigei  Forel, 1914
- Trachymyrmex guianensis  Weber, 1937
- Trachymyrmex holmgreni  Wheeler, 1925
- Trachymyrmex iheringi  Emery, 1888
- Trachymyrmex intermedius  Forel, 1909
- Trachymyrmex irmgardae  Forel, 1912
- Trachymyrmex isthmicus  Santschi, 1931
- Trachymyrmex jamaicensis  André, 1893
- Trachymyrmex kempfi  Fowler, 1988
- Trachymyrmex levis  Weber, 1938
- Trachymyrmex mandibularis  Weber, 1938
- Trachymyrmex nogalensis  Byars, 1951
- Trachymyrmex oetkeri  Forel, 1908
- Trachymyrmex opulentus  Mann, 1922
- Trachymyrmex papulatus  Santschi, 1922
- Trachymyrmex phaleratus  Wheeler, 1925
- Trachymyrmex primaevus  Baroni Urbani, 1980
- Trachymyrmex pruinosus  Emery, 1906
- Trachymyrmex relictus  Borgmeier, 1934
- Trachymyrmex ruthae  Weber, 1937
- Trachymyrmex saussurei  Forel, 1885
- Trachymyrmex septentrionalis  McCook, 1881
- Trachymyrmex sharpii  Forel, 1893
- Trachymyrmex smithi  Buren, 1944
- Trachymyrmex squamulifer  Emery, 1896
- Trachymyrmex tucumanus  Forel, 1914
- Trachymyrmex turrifex  Wheeler, 1903
- Trachymyrmex urichii  Forel, 1893
- Trachymyrmex verrucosus  Borgmeier, 1948
- Trachymyrmex wheeleri  Weber, 1937
- Trachymyrmex zeteki  Weber, 1940